# Siepen (Radevormwald)
Siepen ist eine Hofschaft in Radevormwald im Oberbergischen Kreis im nordrhein-westfälischen Regierungsbezirk Köln in Deutschland.

## Lage und Beschreibung
Siepen liegt im Osten von Radevormwald in der Nähe der Stadtgrenze zu Halver. Die Nachbarorte sind Neuenhaus, Beck, Im Busch und Waar und Winklenburg.
Der in die Ennepetalsperre mündende Borbach fließt unmittelbar an der östlichen Hofraumgrenze vorbei.
Siepen gehört zum Radevormwalder Wahlbezirk 180 und zum Stimmbezirk 182.

## Geschichte
Erstmals genannt wird Siepen 1433 beziehungsweise 1434. Anlässlich der Benennung von „Kriegsschäden durch Verwüstungen der Truppen des Kölner Erzbischofes Dietrich von Moers“ wird der Ort mit „Sypen“ bezeichnet.

## Persönlichkeiten
- Ernst Hermann Steinhaus (1878–1928), Bürgermeister in Hachenburg (Westerwald) und Mitglied des Provinziallandtages der Provinz Hessen-Nassau